# Priotelus roseigaster
Priotelus roseigaster là một loài chim trong họ Trogonidae.